# Tushy (estudio)
Tushy es una productora estadounidense de contenidos en línea dirigida al mercado del cine y del mundo pornográfico especializada en escenas de sexo anal. Fue fundada en junio de 2015 por el cineasta francés Greg Lansky, siendo la segunda empresa de su conglomerado, después de Blacked y antes que Vixen.

## Historial de la compañía
El conglomerado Vixen Media Group fue fundado en 2014 por el empresario y director francés Greg Lansky, que por entonces actuaba como CEO de las compañías GL Web Media y Strike 3 Holdings. Si bien la primera línea creada fue Blacked, en 2014, a esta le siguió al año siguiente Tushy y, finalmente, Vixen. Los tres sitios comparten el mismo estilo de producción de alta gama para sus películas.
Inicialmente, Jules Jordan Video era la compañía encargada de la distribución de las producciones. Desde diciembre de 2018, ese puesto lo ocupó Pulse Distribution. Similar a Blacked, también en diciembre de 2018, lanzó un sitio web filial llamado Tushy Raw.
En la ceremonia de la trigésimo tercera gala de los Premios AVN, en enero de 2016, los estudios Tushy ganó un premio en la categoría de Mejor Campaña de Marketing y Mejor Nuevo Marca, siendo ese año la gran premiada su película Being Riley, protagonizada por Riley Reid. En junio de ese año, ganó el premio XRCO en la categoría de Mejor Película. En 2019, en la gala de los premios XBIZ, la película Abigail, protagonizada por Abigail Mac y dirigida por Kayden Kross, obtuvo el premio de Largometraje del año y Mejor guion. Abigail Mac grabó en esa película sus primeras escenas de sexo anal y doble penetración.
Algunas producciones destacadas son Anal Beauty 11, Anal Models, Anal Threesomes 3, Art of Anal Sex 5, Eva, First Anal 7, Lana, Miss Tushy o My DP 2.

## Actrices
Debido a su volumen de trabajo, por los estudios de Tushy han pasado multitud de actrices porno destacadas como Lana Rhoades, Leah Gotti, Anya Olsen, Mia Malkova, Eva Lovia, Elena Koshka, Megan Rain, Ariana Marie, Riley Reid, Abigail Mac, Arya Fae, Keisha Grey, Marley Brinx, Aidra Fox, Emily Willis, Markéta Štroblová, Adria Rae, Jillian Janson, Lena Paul, Whitney Westgate, Janice Griffith, Bree Daniels, Casey Calvert, Adriana Chechik, Avi Love, Ash Hollywood, Vicki Chase, Ella Hughes, Kenzie Reeves, Jessa Rhodes, Candice Dare, Valentina Nappi, Kate England, Jade Nile, Nicole Aniston, Kagney Linn Karter, Karla Kush, Gina Valentina, Ella Nova, Gina Gerson, Gia Derza, Chanel Preston, Kristen Scott, Ana Foxxx, Leigh Raven, Penny Pax, Monique Alexander, Kendra Lust, Anissa Kate, Natasha Nice, A.J. Applegate, Alexa Tomas, Cléa Gaultier, Abella Danger, Alexis Crystal, Sarah Vandella, Chanell Heart, Dana DeArmond, Giselle Palmer, Jojo Kiss, Whitney Wright, Cherie DeVille, Mindi Mink, Kissa Sins, Tori Black, Alektra Blue, Misha Cross, Luna Star, Carter Cruise, Cadence Lux, Kristina Rose, Blair Williams o Jane Wilde, entre otras.

## Premios y nominaciones
| Año  | Ceremonia           | Resultado | Premio                                                            |
| ---- | ------------------- | --------- | ----------------------------------------------------------------- |
| 2016 | Premios AVN         | Ganador   | Mejor campaña de marketing de empresa (junto con Blacked)         |
| 2016 | Premios AVN         | Ganador   | Mejor marca nueva.                                                |
| 2016 | Premios XBIZ        | Nominado  | Sitio porno del año                                               |
| 2017 | Premios AVN         | Ganador   | Mejor campaña de marketing de empresa (junto con Blacked y Tushy) |
| 2017 | Premios AVN         | Nominado  | Mejor sitio web elegido por los miembros                          |
| 2017 | Premios XBIZ        | Ganador   | Mejor estudio del año                                             |
| 2017 | Premios XBIZ        | Nominado  | Sitio porno del año                                               |
| 2018 | Premios Fleshbot    | Ganador   | Mejor sitio de pago                                               |
| 2018 | Premios XBIZ        | Nominado  | Mejor sitio de pago                                               |
| 2018 | Premios XBIZ        | Nominado  | Mejor campaña de marketing de empresa                             |
| 2018 | Premios XBIZ        | Ganador   | Mejor estudio del año (junto con Blacked y Tushy)                 |
| 2018 | Premios XBIZ Europa | Ganador   | Mejor estudio global del año (junto con Blacked y Tushy)          |
| 2019 | Premios XBIZ        | Nominado  | Página web de pago del año                                        |
| 2019 | Premios XBIZ        | Nominado  | Estudio del año (junto con Blacked y Tushy)                       |